# یونیون پاسیفیک
یونیون پاسیفیک (انگلیسی: Union Pacific) شرکت ترابری آمریکایی است، که در سال ۱۹۶۹ تأسیس شد.